# Дерренбах
Дерренбах (нім. Dörrenbach) — громада в Німеччині, розташована в землі Рейнланд-Пфальц. Входить до складу району Південний Вайнштрассе. Складова частина об'єднання громад Бад-Бергцаберн.
Площа — 10,14 км2. Населення становить 903 ос. (станом на 31 грудня 2020).

## Галерея

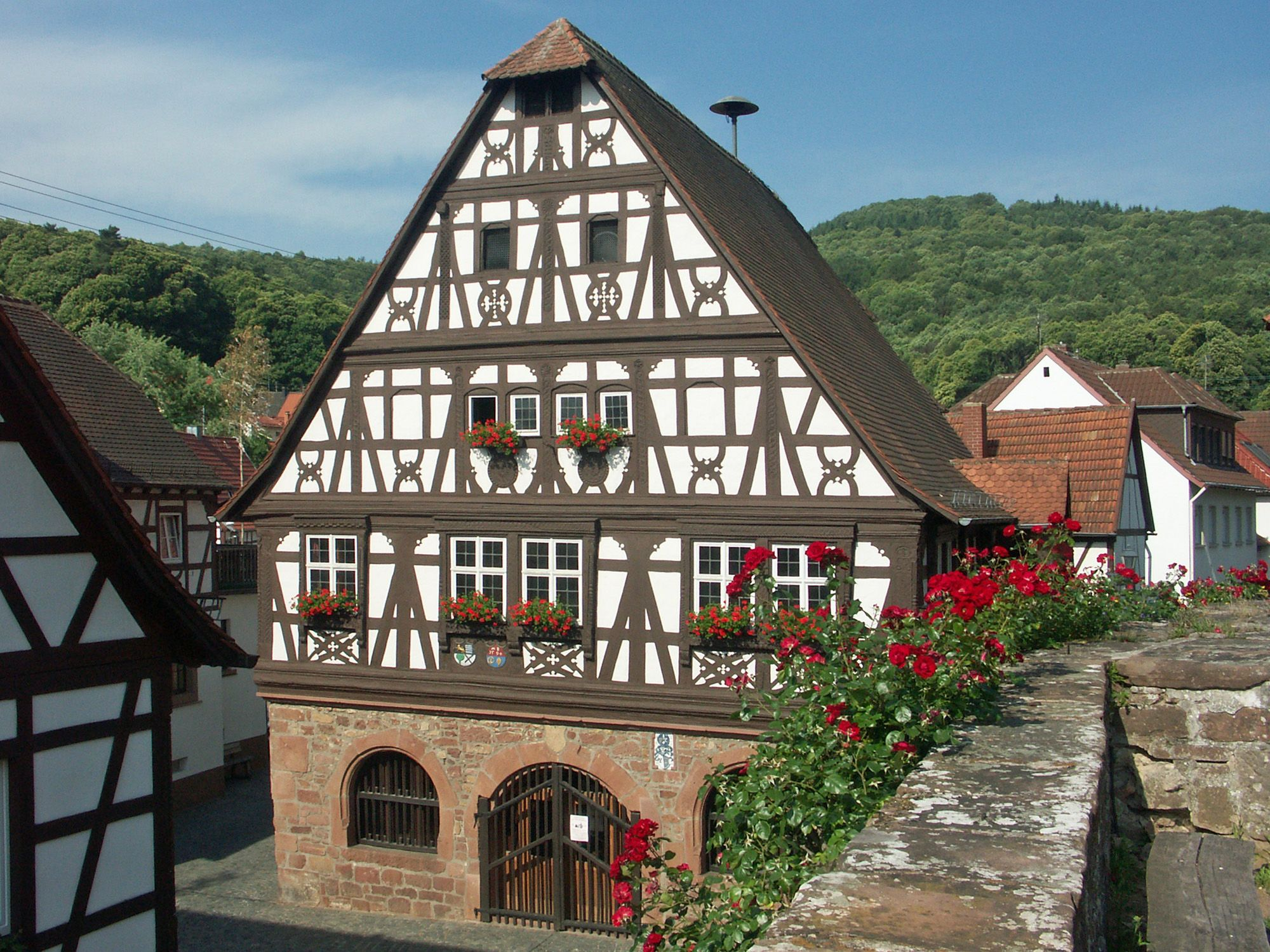
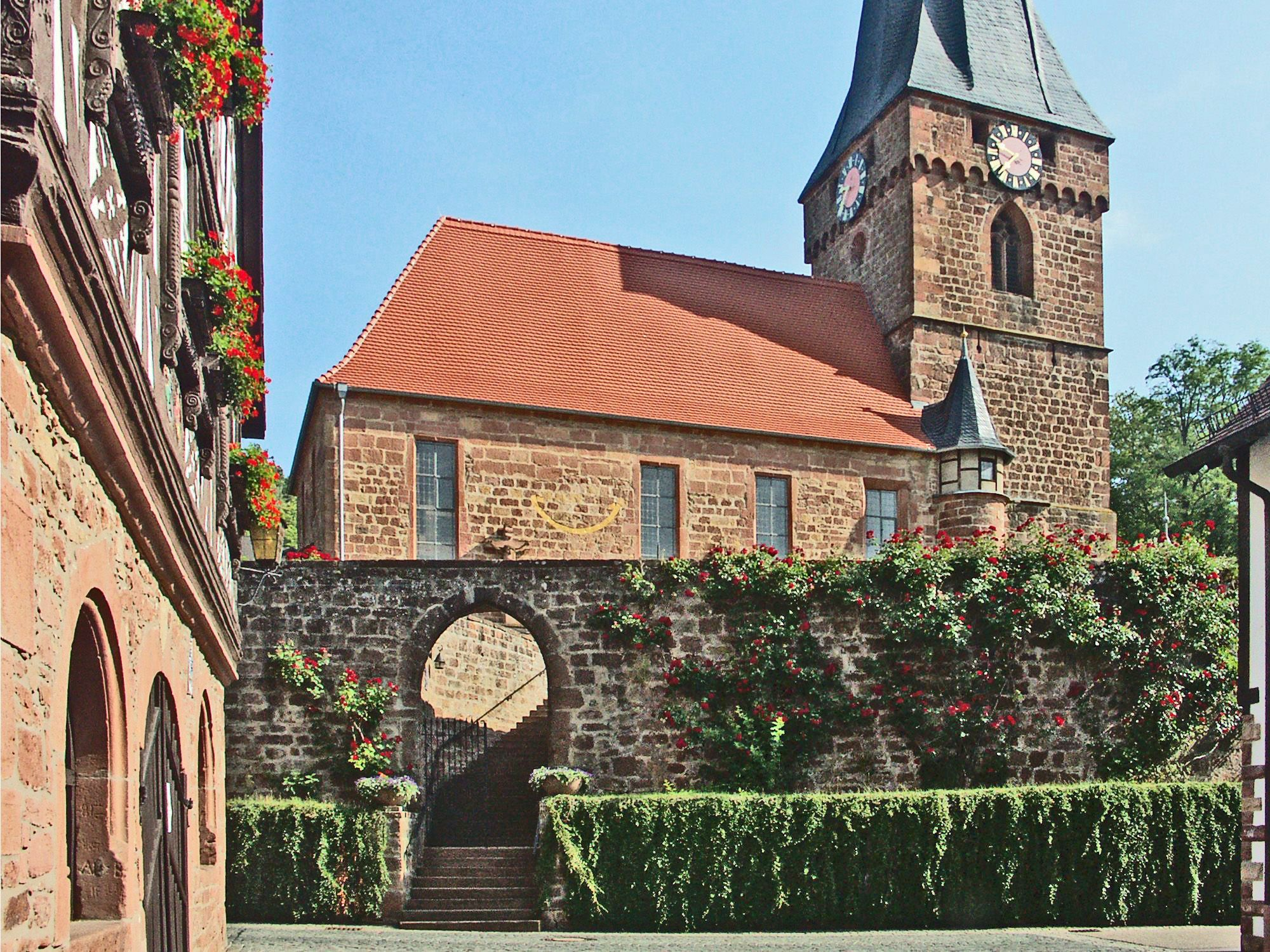
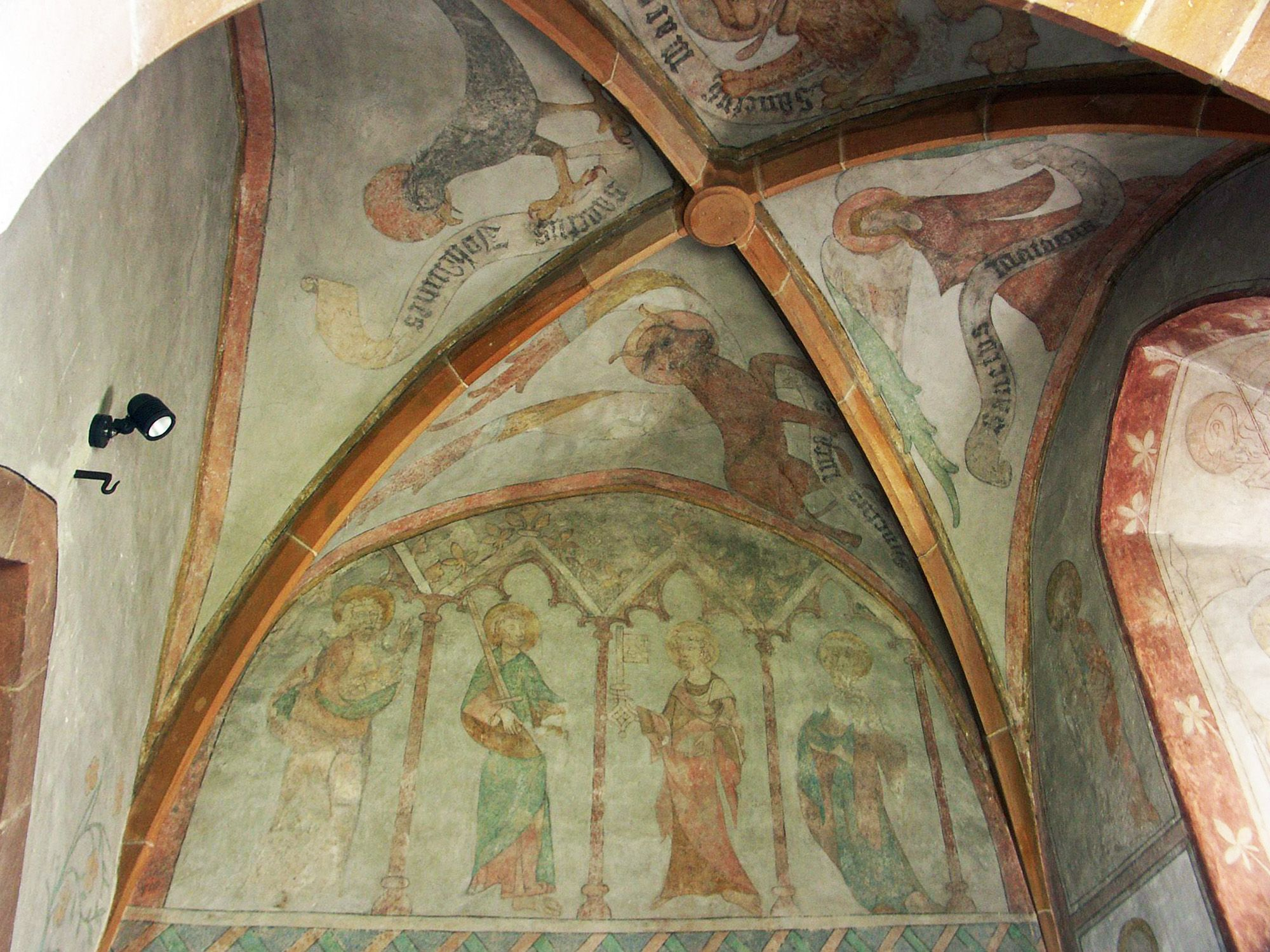
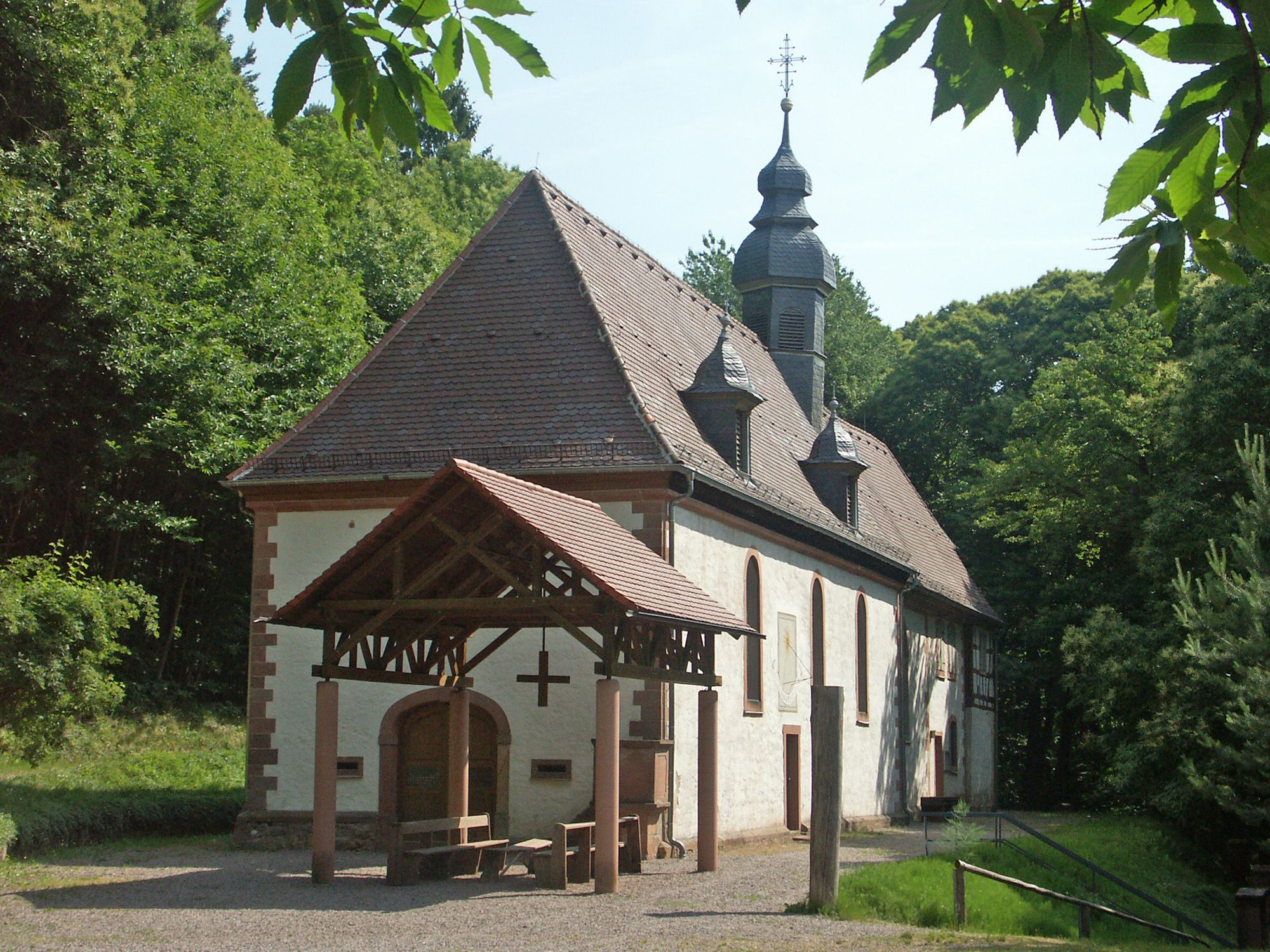